# Mauro dos Santos
Mauro Javier dos Santos (Santo Tomé, 7 juli 1989) – voetbalnaam Dos Santos of Mauro – is een Argentijns voetballer die als centrale verdediger voor CD Colunga speelt.

## Clubcarrière
Mauro stroomde in 2008 door vanuit de jeugdopleiding van CA Banfield. Op 22 juni 2008 maakte hij zijn debuut in het betaalde voetbal in de wedstrijd tegen River Plate (2−3 verlies). Op 26 oktober 2008 startte hij voor het eerst in de basis in de met 0−0 gelijkgespeelde wedstrijd tegen Gimnasia LP. 
Na meer dan drie seizoenen bij Banfield vertrok Mauro naar Spanje. Hij tekende een eenjarig contract bij Real Murcia. Hij maakte zijn debuut op 21 augustus 2012 tegen Córdoba CF. Op 22 juli 2013 verlengde hij zijn contract bij de club met één seizoen. Zijn eerste doelpunt maakte Mauro op 29 september van dat jaar toen hij in de wedstrijd tegen CD Numancia na 45 minuten de 1−0 op het scorebord zette. De wedstrijd werd met 2−1 gewonnen.
Op 22 juli 2014 tekende Dos Santos een contract tot medio 2015 bij UD Almería, destijds uitkomend in de Primera División. Hij maakte zijn competitiedebuut op 23 augustus 2014. In de wedstrijd tegen RCD Espanyol (1−1) speelde hij de volledige wedstrijd.
Mauro maakte zijn eerste doelpunt op het hoogste niveau op 21 september 2014. Zijn kopbal zorgde ervoor dat zijn team met 1−2 won uit bij Real Sociedad. De club degradeerde aan het einde van het seizoen na een negentiende plaats naar de Segunda División A. Mauro daalde niet met UD Almería af, maar tekende in juli 2015 een contract tot medio 2016 bij SD Eibar, de nummer 18 van het voorgaande seizoen in de Primera División. In mei 2016 werd de clausule in zijn contract door de club gelicht waardoor hij tot medio 2017 vast kwam te liggen.
In juli 2017 tekende Dos Santos een contract tot medio 2019 bij CD Leganés. Op 26 december 2018 werd zijn contract bij de club ontbonden. Begin januari vond hij met tweedeklasser CD Tenerife een nieuwe werkgever. Bij Tenerife kwam Mauro echter nauwelijks aan spelen toe. Hij speelde in het kalenderjaar 2019 slechts negen wedstrijden voor de ploeg. In januari 2020 werd hij voor (in eerste instantie) een halfjaar verhuurd aan Japanse tweedeklasser Albirex Niigata.
In maart 2021 liet Dos Santos Spanje achter zich en keerde hij terug naar zijn geboorteland om te gaan spelen bij Godoy Cruz. Vier maanden later verliet hij de club echter al weer. In februari 2022 trok Dos Santos naar India om tot het einde van het seizoen te gaan spelen bij Rajasthan United, dat het voorgaande seizoen was gepromoveerd naar het hoogste niveau.